# Egebjerg Kommune
| Strukturdaten       | Strukturdaten     |
| ------------------- | ----------------- |
| Sitz der Verwaltung | Vester Skerninge  |
| Fläche              | 123,83 km²        |
| Einwohner           | 8.924 (2006)      |
| Kommune seit 2007   | Svendborg Kommune |

Egebjerg Kommune war bis Dezember 2006 eine dänische Kommune im damaligen Fyns Amt im Süden der Insel Fünen. Sie entstand im Zuge der Kommunalreform im Jahre 1970. Seit Januar 2007 ist die Kommune zusammen mit der „alten“ Svendborg Kommune und der Gudme Kommune Teil der neuen Svendborg Kommune.